# In mezzo a questo inverno
In mezzo a questo inverno è un singolo del cantautore italiano Tiziano Ferro, pubblicato il 29 novembre 2019 come terzo estratto dal settimo album in studio Accetto miracoli.

## Descrizione
Si tratta dell'unico brano interamente prodotto dal cantautore e, come il precedente singolo, è una ballata guidata dal pianoforte e dalla voce. Il testo, invece, trae spunto dalla scomparsa della nonna di Ferro.
La canzone è stata anche adattata in lingua spagnola da Diego Galindo Martínez, con il titolo En mitad del invierno, ma non estratta come singolo dell'album Acepto milagros. Entrambe le versioni sono state incise anche con un arrangiamento alternativo insieme al compositore Julio Reyes Copello e inserite come bonus track delle rispettive edizioni digitali dell'album.
Il brano in lingua italiana viene presentato dal vivo per la prima volta il 5 dicembre 2019 alla semifinale della tredicesima edizione di X Factor.

## Video musicale
Il videoclip in lingua italiana, diretto da Sebastiano Tomada e Tommaso Cardile, viene pubblicato il 28 novembre 2019 attraverso il canale YouTube dell'artista.

## Formazione
Musicisti
- Tiziano Ferro – voce, arrangiamenti vocali
- Timbaland – tastiera, programmazione
- Angel Lopez – tastiera, programmazione
- Federico Vindver – tastiera, programmazione
- Luca Scarpa – pianoforte
- Valeriano Chiaravalle – arrangiamenti orchestrali, direzione d'orchestra
- Budapest Scoring Symphonic Orchestra – orchestra
- Davide Tagliapietra – ritmiche orchestrali

Produzione
- Tiziano Ferro – produzione
- Fabrizio Giannini – produzione esecutiva
- David Rodriguez – ingegneria del suono
- Dave Poler – ingegneria del suono
- Pino "Pinaxa" Pischetola – ingegneria del suono, missaggio
- Marco Sonzini – registrazione voce
- Antonio Baglio – mastering

## Classifiche
| Classifica (2019) | Posizione massima |
| ----------------- | ----------------- |
| Italia            | 40                |